# Esomeprazol
Esomeprazol é um princípio ativo do grupo de fármacos inibidor da bomba de prótons. É um isômero S do omeprazol.
Esomeprazol é utilizado no tratamento de úlceras gastrointestinais, age como um inibidor da bomba de prótons no estômago, resultando na redução da secreção de ácido clorídrico. Sua indicação mais importante é no tratamento da esofagite de refluxo.

## Nomes comerciais
- Nexium®
- Ezobloc (Daiichi Sankyo)
- Vimovo (associado ao Naproxeno)
- Mezolium (Germed)
- Esomex (EMS)